# Ніндзя-убивця (фільм, 2009)
«Ніндзя-убивця» (англ. Ninja Assassin) — американсько-німецький бойовик 2009 року режисера Джеймса МакТіга, спродюсований Ларрі та Енді Вачовскі. Головну роль виконав південнокорейський співак та актор Рейн. Фільм вирізняється динамічними бойовими сценами, темною атмосферою та надмірною жорстокістю.

## Сюжет
Райдзо — один із найнебезпечніших убивць у світі, вихований у секретному клані ніндзя під назвою Озуну. Після того, як клан жорстоко вбиває дівчину, яка була йому близькою, Райдзо відвертається від наставників і починає боротьбу з колишніми товаришами. У розслідуванні міжнародних політичних убивств, що веде агентка Європолу Міка Коретті, виявляється слід таємної організації. Разом із Райдзо вона намагається викрити клан та зупинити його діяльність.

## У ролях
- Рейн — Райдзо
- Наомі Гарріс — Міка Коретті
- Бен Майлз — Райан Маслоу
- Шо Косуґі — Лорд Озуну
- Рік Юн — Такеші
- Енна Соукі — Кьо
- Рандал Дук Кім — татуювальник

## Виробництво
Фільм було знято в Берліні. Вачовскі вирішили запросити Рейна на головну роль після спільної роботи над стрічкою Speed Racer (2008). Для зйомок бойових сцен актори проходили фізичну підготовку, а більшість трюків Рейн виконував самостійно. Постановкою боїв займалася команда професіоналів зі Східної Азії та Голлівуду.

## Випуск та сприйняття
Прем'єра фільму відбулася 25 листопада 2009 року. Світові касові збори склали понад 61 мільйон доларів при бюджеті близько 40 мільйонів. 
На сайті Rotten Tomatoes фільм має рейтинг 26% на основі понад 120 рецензій. Metacritic дав фільму 34 бали зі 100. Критики високо оцінили хореографію бойових сцен, але розкритикували сюжет і надмірне насильство.

## Цікаві факти
- Шо Косуґі, який зіграв Лорда Озуну, був зіркою численних фільмів про ніндзя у 1980-х роках.
- У фільмі широко використано комп’ютерну графіку для створення ефектів крові.
- Задля реалістичності бойових сцен зйомки проходили з використанням камер високої частоти кадрів.